# Riley McGree
Riley Patrick McGree, född 2 november 1998 i Gawler, är en australisk fotbollsspelare som spelar för engelska Middlesbrough och Australiens landslag.

## Klubbkarriär
Den 14 januari 2022 värvades McGree av engelska Middlesbrough, där han skrev på ett 3,5-årskontrakt.

## Landslagskarriär
McGree debuterade för Australiens landslag den 3 juni 2021 i en 3–0-vinst över Kuwait, där han blev inbytt i den 83:e minuten mot Ajdin Hrustic. McGree har varit en del av Australiens trupp vid OS 2021 i Tokyo och VM 2022 i Qatar.